# Komunitní rada Brooklynu 3
Komunitní rada Brooklynu 3 (Brooklyn Community Board 3) je komunitní rada v Brooklynu v New Yorku.
Zahrnuje části Bedford-Stuyvesant a Stuyvesant Heights. Ohraničuje ji na západě Classon Avenue, na severu Flushing Avenue, Broadway a Saratoga Avenue, na východě Classon Avenue a na jihu Atlantic Avenue. Předsedkyní je Beatrice P. Jones a správcem Lewis A. Watkins. V roce 2000 zde žilo 143 387 obyvatel a její rozloha činí 7,7 km².